# Beleg van Maicheng
Het Beleg van Maicheng was een slag tijdens de periode van Drie Koninkrijken in China. Het gevecht vond plaats in 219 tussen de opkomende rijken Shu en Wu.

## Oorzaak
Het Beleg van Maicheng volgde na de Shu-nederlagen bij het Beleg van Fancheng en de verovering van de provincie Jing door de Wu-generaal Lü Meng. Guan Yu, generaal van het Shu-leger, was hierna gedwongen om terug te trekken richting het westen, maar werd door Lü Meng ingesloten bij Maicheng, een kleine vestingstad.

## Beleg van Maicheng
De soldaten van Wu hadden de stad omsingeld en bewaakten haar streng. Guan Yu wist dat hij niet tegen de overmacht opkon, en stuurde zijn officier Liao Hua eropuit om versterking te halen. Liao Hua wist door de linie heen te breken, maar de generaals die hij om hulp vroeg, Meng Da en Liu Feng, wilden hem niet te hulp komen.
Ondertussen ging het steeds slechter met de belegerden. Desertie was groot, en de slagkracht van de verdedigers werd steeds zwakker. De aanvallers hielden de druk op de stad hoog, en ten einde raad deed Guan Yu een ontsnappingspoging.

## Guan Yu gevangen
Lü Meng had buiten de stad een val gezet voor de vluchtenden, waar Guan Yu en zijn mannen recht in liepen; zij werden gevangengenomen. Na een proces werden hij en zijn zoon Guan Ping door Lü Meng veroordeeld en terechtgesteld. Guan Yu's hoofd werd afgehakt en gestuurd naar de koning van Wei, Cao Cao, die hem eervol liet begraven.
Toen dit nieuws Liu Bei's oren bereikte, was hij woedend en wilde wraak nemen op Wu. Dit zou leiden tot de Slag bij Yiling.